# Battaglia di Taipale
La battaglia di Taipale è stata un episodio della guerra d'inverno durante la quale l'esercito sovietico cercò, invano, di attraversare la linea Mannerheim.

## Contesto
Subito dopo lo scoppio della guerra d'inverno, il 30 novembre 1939, l'esercito finlandese si dispiegò lungo il confine con l'Unione Sovietica ed in particolare nell'istmo careliano per contrastare il possibile attacco dell'Armata Rossa. Dopo tre giorni di duri combattimenti le forze armate finlandesi si ritirarono lungo la linea Mannerheim. Il comandante sovietico, il generale Kirill Mereckov decise dunque di proseguire l'offensiva scatenando un attacco contro il settore di Taipale, che si trova a nord dell'istmo di Carelia, all'estremità orientale della linea Mannerheim.
A Taipale le difese finlandesi erano schierate tra il canale di Suvanto a ovest e il fiume Taipale a est. Per avanzare i sovietici erano dunque costretti  ad attraversare le acque ghiacciate prima di incontrare le linee nemiche.

## La battaglia
Il 6 dicembre 1939 l'artiglieria sovietica iniziò a cannoneggiare le posizioni finlandesi e dopo quattro ore di intensi bombardamenti seguì un assalto di fanteria. L'artiglieria finlandese rispose al fuoco e respinse l'attacco. Nei giorni seguenti ulteriori tentativi sovietici vennero respinti.
Il 14 dicembre sera due divisioni sovietiche riuscirono a attraversare il fiume Taipale anche grazie alla copertura di mezzi corazzati e iniziarono ad avanzare verso Koukunniemi. Le forze finlandesi riuscorono a mantenere le posizioni e a respingere, con un intenso fuoco d'artiglieria, la sortita nemica infliggendo ai sovietici forti perdite.
A seguito di questi insuccessi Mereckov decise di attaccare un altro settore del fronte ed il 23 dicembre le rimanenti quattro divisioni sovietiche di fanteria vennero lanciate attraverso il canale di Suvanto fino a Pähkemikkö e Patoniemi. I finlandesi contrattaccarono respingendo ancora una volta i sovietici ed infliggendo loro pesanti perdite sia di uomini che di mezzi.

## Conseguenze
Non essendo riusciti a penetrare nel settore di Taipale i sovietici – che in questa battaglia avevano perso migliaia di soldati e decine di mezzi – cercano di concentrare i loro sforzi sul resto dell'istmo con una serie di attacchi sporadici che durano fino alla fine del gennaio 1940.